# En djungelsaga
En djungelsaga är en svensk dokumentärfilm i färg från 1957 med regi och manus av Arne Sucksdorff. Filmen porträtterar muriafolket som lever i Bastars djungelområde i centrala Indien.
Filmen har visats i Sveriges Television, bland annat i maj 2019.